# آموس ویتنی
آموس ویتنی (انگلیسی: Amos Whitney؛ ۸ اکتبر ۱۸۳۲ – ۵ اوت ۱۹۲۰) یک مهندس اهل ایالات متحده آمریکا بود. وی به همراه فرانسیس پرت شرکت پرت اند ویتنی را بنیانگذاری گردند.